# Джеймс Ваттана
Дже́ймс Ватта́на, тай. รัช พล ภู่ โอบ อ้อม Ратчапол Пу Об Орм (англ. James Wattana, Ratchapol Pu-Ob-Orm) (нар. 17 січня 1970 року) — тайський професіональний гравець у снукер. Один із перших професійних снукеристів з Далекого Сходу. У 1990-ті був одним зі світових лідерів у цій грі. На його рахунку більше 140 сенчурі-брейків, з яких 3 максимальні. За свої досягнення і величезні заслуги у популяризації снукеру на Далекому Сході він став лише другим гравцем з Таїланду, який удостоївся ордена Корони Таїланду. Крім того, Ваттана тричі ставав найкращим спортсменом своєї країни.

## Кар'єра
Джеймс став справжнім флагманом азійського снукеру наприкінці 80-х, коли в 16 років переміг кількох професійних чемпіонів світу і виграв турнір Camus Thailand Masters. Він потрапив до мейн-туру у 1989-му після того, як переміг на аматорському чемпіонаті світу в 1988 році. Кар'єра Ваттани досягла піку вже в середині 90-х, коли він став володарем трьох рейтингових титулів, фіналістом ще 6 (у їх числі фінал нерейтингового, але дуже престижного Мастерс) і зайняв 3-е місце в світовому рейтингу. Він двічі досягав півфіналу чемпіонату світу: в 1993 і 1997 рр.., І був одним з найбільш серійних снукеристів свого часу, тричі зробивши максимум, що вдавалося крім нього всього трьом гравцям. Його снукер став справжньою сенсацією, оскільки до того часу в грі цілком і повністю домінували гравці з англомовних країн. На початку нового століття яскрава гра Ваттани почала згасати, проте через деякий час кількість зароблених ним призових перевищила 1 мільйон фунтів стерлінгів. За підсумками сезону 2007/08 він не зумів набрати достатню кількість очок для збереження прописки в мейн-турі і вибув з нього, але досі ніхто з неєвропейських снукеристів не може побити рекорди знаменитого тайця. Фактично завдяки Джеймсу з'явилися такі азійські професіонали, як Марко Фу та Дін Цзюньхуей.
Ваттана повернувся до мейн-туру у сезоні 2009/10, і найкращим його досягненням в цьому сезоні став вихід у фінальну стадію China Open, де він в 1/16-й поступився Марку Кінгу .

## Досягнення в кар'єрі
- Чемпіонат світу півфіналіст — 1993, 1997
- Strachan Open чемпіон — 1992
- Thailand Open чемпіон — 1994—1995
- World Matchplay чемпіон — 1992
- Humo Masters чемпіон — 1992
- Hong Kong Challenge чемпіон — 1990
- Мастерс фіналіст — 1993
- British Open фіналіст — 1992—1994
- Welsh Open фіналіст — 1993
- International Open фіналіст — 1994